# آب‌انبار نصرالله کوریچان
آب‌انبار نصرالله کوریچان مربوط به دورهٔ قاجار است و در شهر لار، خیابان مدرس جنوبی، محلهٔ کوریچان واقع شده‌است. این اثر در تاریخ ۱۹ مرداد ۱۳۸۴ با شمارهٔ ثبت ۱۲۷۰۹ به‌عنوان یکی از آثار ملی ایران به ثبت رسیده‌است.